# Amaurobius fenestralis
Amaurobius fenestralis là một loài nhện trong họ Amaurobiidae. Loài này phân bố ở Hà Lan và Bỉ.

## Hình ảnh

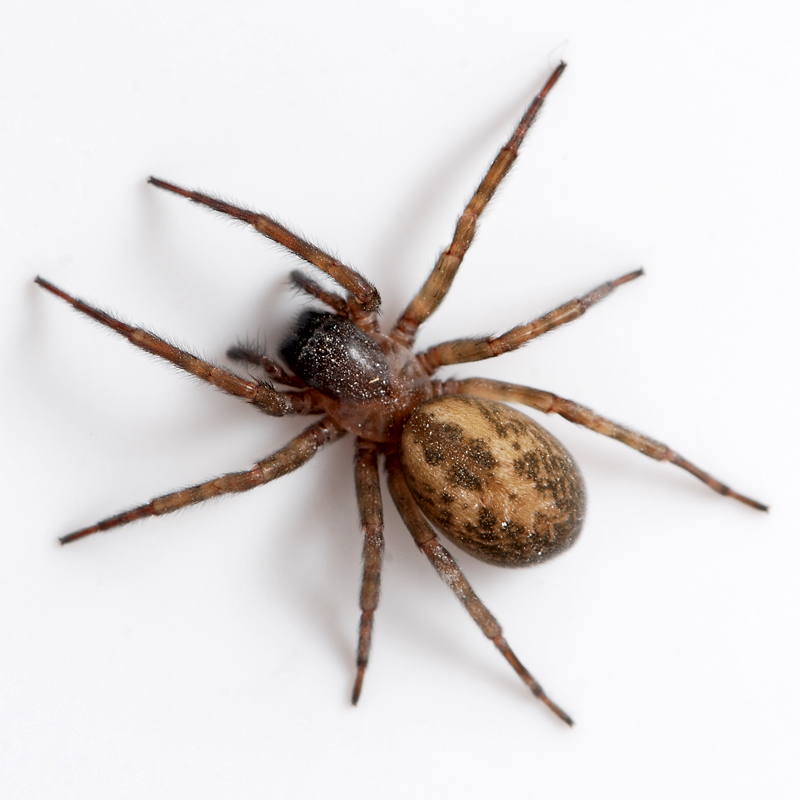
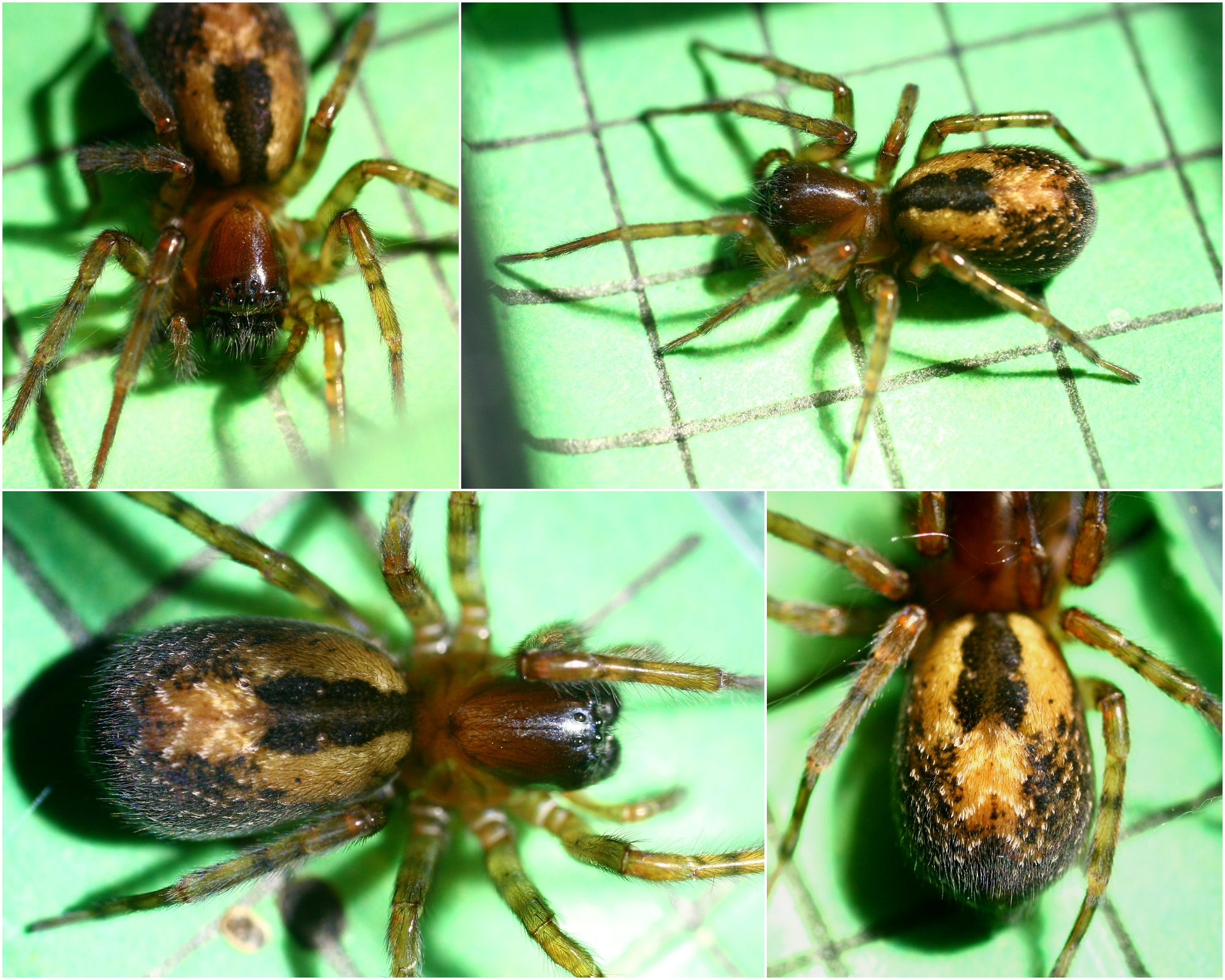